# Mk 7 (шолом)

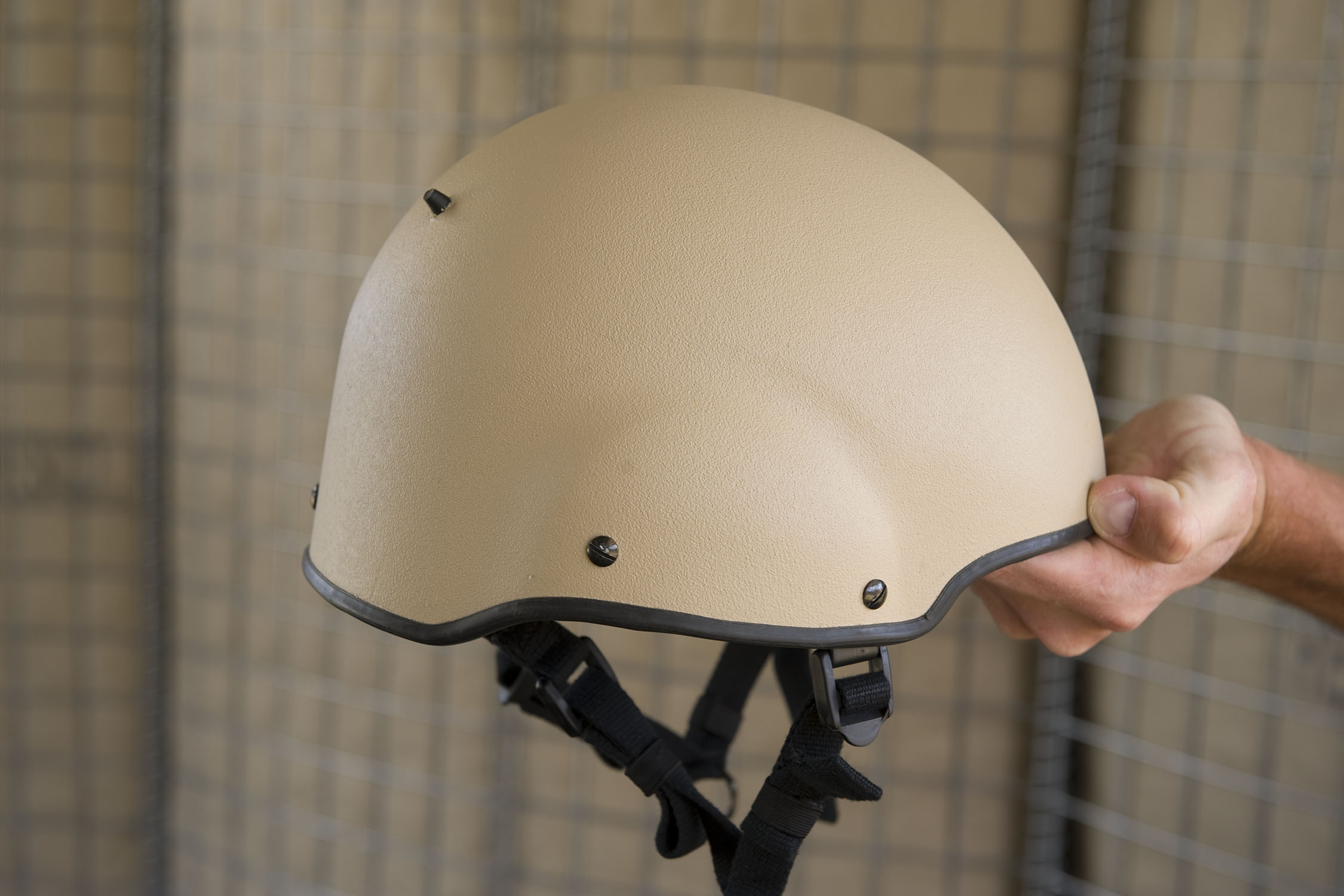
Шолом Mark VII без камуфляжного чохла

Mk 7 — стандартний бойовий шолом збройних сил Великої Британії виробництва компанії NP Aerospace. Має офіційну назву англ. GS (General Service) Mark 7 combat helmet. Прийшов на заміну шолому Mk 6A та Mk 6, прийняті на озброєння в 2005 та 1982 роках відповідно.

## Історія
Шолом Mk 7 був представлений в червні 2009 року на терміновий запит військових (UOR, англ. urgent operational requirement). Новий шолом має такий же балістичний захист як і Mk6A, однак має форму, що не заважає солдатові лежати на животі — задня кромка не впирається в бронежилет а передній край не затуляє очі.

## Опис
Також Mk 7 легший за попередню модель — 1 кг замість 1,5 кг у Mk6, має кращу накладку на підборіддя. Колір шолома також змінився — тепер він кольору засмаги замість чорного у Mk6A або оливкового у Mk6.
Середня швидкість проникнення (V50) шоломів Mk7 становить 650 м/с — тобто, близько 50 % уламків або куль, що рухаються на цій швидкості, здатні його пробити.
На заміну шолому Mk 7 прийшов шолом Revision Military Batlskin Cobra Plus створений в рамках проєкту Virtus.

## Бойове застосування
Британські військові користувались цими шоломами під час служби у Афганістані (з 2001 року).
Шоломи Mk 7 були придбані як у приватному порядку й згодом передані українським військовим, що боронили країну від російських загарбників з 2014 року, так і передані міністерством оборони Великої Британії разом з шоломами Mk 6 та Mk 6A. В березні 2022 року вже було підготовлено до передачі майже 84000 шоломів різних моделей.

## Країни-експлуатанти
- Велика Британія
- Україна [3]